# Grybów (stad)
Grybów is een stad in het Poolse woiwodschap Klein-Polen, gelegen in de powiat Nowosądecki. De oppervlakte bedraagt 17 km², het inwonertal 6099 (2005).